# Chrysolina viridiopaca
Chrysolina viridiopaca es un coleóptero de la familia Chrysomelidae.
Fue descrita científicamente en 2004 por Lopatin.